# باترمیر، کامبریا
باترمیر (به انگلیسی: Buttermere) یک روستا و محله مدنی در بریتانیا است که در الیردال واقع شده‌است. باترمیر ۱۲۱ نفر جمعیت دارد.